# Lothar Czayka
Lothar Czayka (* 28. Juli 1937 in Königsberg (Preußen)) ist ein deutscher Ökonom, Systemforscher und Wissenschaftsphilosoph.
Er wurde zum Dr. rer. pol. promoviert und war Professor für Hochschuldidaktik am Fachbereich Wirtschaftswissenschaften der Johann Wolfgang Goethe-Universität Frankfurt am Main. Sein Lehr- und Forschungstätigkeit umfassen die Gebiete der Volkswirtschaftslehre und der Wissenschaftsphilosophie. Czayka lebt in Neckargemünd-Dilsberg.

## Publikationen (Auswahl)

### Bücher
- Systemwissenschaft – Eine kritische Darstellung mit Illustrationsbeispielen aus den Wirtschaftswissenschaften, UTB 185, Pullach bei München 1974
- Erkenntnisprobleme der Ökonometrie (Hrsg.), Meisenheim am Glan 1978
- Die Hauptsätze der Thermodynamik als Grundlage für ökonomisch-politische Programme, Karlsruhe 1993
- Formale Logik und Wissenschaftsphilosophie – Einführung für Wirtschaftswissenschaftler, 2. Aufl., München u. Wien 2000

### Beiträge für Zeitungen und Zeitschriften
- Balance halten, in: Junge Freiheit, 7. Oktober 2011, S. 18

## Weblink
- Professor Dr. Lothar Czayka - Beratung vor Beratung

| Personendaten    | Personendaten                                               |
| ---------------- | ----------------------------------------------------------- |
| NAME             | Czayka, Lothar                                              |
| KURZBESCHREIBUNG | deutscher Ökonom, Systemforscher und Wissenschaftsphilosoph |
| GEBURTSDATUM     | 28. Juli 1937                                               |
| GEBURTSORT       | Königsberg (Preußen)                                        |